# 宋訥
宋訥（1311年—1390年），字仲敏，号西隱，河南滑县人，元末明初政治人物。元至正年间进士，明洪武年間官至國子監祭酒。

## 生平
元朝至正二十三年（1363年）中进士，任鹽山縣縣尹，後弃官归里。
明洪武二年（1369年），参与《禮》、《樂》等书的编撰，书成归乡。后由四辅官杜斅推荐，担任國子助教。洪武十五年（1382年），提拔为翰林學士，撰《宣聖廟碑》。历改文淵閣大學士。其以严格教学为准。后担任国子监祭酒。当时太学中多公侯官宦子弟，且生徒众多，颇难管理教授，宋讷立学规，身言并教，师道大立。洪武十八年和二十一年两次会试，考中者大都是太学的学生，占三分之二，而且名列前茅，宋讷因而得到朱元璋的赏识。
当时，国子监助教金文征嫉妒宋讷，串通吏部尚书余熂，迫使宋讷辞职。朱元璋得知后大怒，誅金文征、余熂，仍留下宋讷。当时宋訥生病，朱元璋说：“讷有寿骨，无忧也。”不久果然痊癒。官至文淵閣大學士，遷祭酒。洪武二十三年（1390年）病终，年八十。有《西隱集》傳世。